# الوارو مونیز
الوارو مونیز (انگلیسی: Álvaro Muñiz؛ زادهٔ ۷ سپتامبر ۱۹۸۸) بازیکن فوتبال اهل اسپانیا است.